# Amago Haruhisa
Amago Haruhisa (尼子 晴久?   1514 - 1562) fue un daimyō de la región de Chūgoku de Japón durante el período Sengoku.
Peleó en contra de Ōuchi Yoshitaka y Mōri Motonari pero debido al poco éxito militar obtenido muchos de sus vasallos lo abandonaron y se unieron al clan Ōuchi. Cuando Sue Harukata asesinó a Ōuchi Yoshitaka, Haruhisa decidió recobrar lo que había perdido, por lo que capturó Mimasaka y 17 castillos en Harima.
Haruhisa falleció en 1562.